# Bobrîkivka, Sverdlovsk
Bobrîkivka (în ucraineană Бобриківка) este un sat în comuna Provallea din raionul Sverdlovsk, regiunea Luhansk, Ucraina.

## Demografie
Componența lingvistică a localității Bobrîkivka
     Rusă (78,89%)
     Ucraineană (20,58%)
     Alte limbi (0,52%)
Conform recensământului din 2001, majoritatea populației localității Bobrîkivka era vorbitoare de rusă (78,89%), existând în minoritate și vorbitori de ucraineană (20,58%).